# Ranking Mundial da World Rugby
| Ranking Mundial da World Rugby         | Ranking Mundial da World Rugby | Ranking Mundial da World Rugby | Ranking Mundial da World Rugby |
| -------------------------------------- | ------------------------------ | ------------------------------ | ------------------------------ |
| 30 melhores em 17 de Fevereiro de 2025 |                                |                                |                                |
| Pos                                    | Mud*                           | Time                           | Pontos                         |
| 1                                      | Estável                        | África do Sul                  | 092.78                         |
| 2                                      | Estável                        | Irlanda                        | 091.36                         |
| 3                                      | Estável                        | Nova Zelândia                  | 090.36                         |
| 4                                      | Estável                        | França                         | 087.19                         |
| 5                                      | Estável                        | Argentina                      | 084.97                         |
| 6                                      | Estável                        | Inglaterra                     | 083.63                         |
| 7                                      | Estável                        | Escócia                        | 082.99                         |
| 8                                      | Estável                        | Austrália                      | 081.52                         |
| 9                                      | Estável                        | Fiji                           | 080.07                         |
| 10                                     | Estável                        | Itália                         | 078.67                         |
| 11                                     | Estável                        | Geórgia                        | 074.69                         |
| 12                                     | Estável                        | País de Gales                  | 073.75                         |
| 13                                     | Estável                        | Japão                          | 072.95                         |
| 14                                     | Estável                        | Samoa                          | 072.68                         |
| 15                                     | 1                              | Portugal                       | 070.04                         |
| 16                                     | 1                              | Estados Unidos                 | 070.02                         |
| 17                                     | Estável                        | Uruguai                        | 067.06                         |
| 18                                     | Estável                        | Espanha                        | 065.60                         |
| 19                                     | Estável                        | Tonga                          | 065.46                         |
| 20                                     | Estável                        | Romênia                        | 062.76                         |
| 21                                     | Estável                        | Chile                          | 061.72                         |
| 22                                     | Estável                        | Hong Kong                      | 059.49                         |
| 23                                     | Estável                        | Canadá                         | 059.18                         |
| 24                                     | Estável                        | Países Baixos                  | 059.16                         |
| 25                                     | Estável                        | Namíbia                        | 057.87                         |
| 26                                     | Estável                        | Zimbábue                       | 057.16                         |
| 27                                     | 2                              | Bélgica                        | 057.10                         |
| 28                                     | 1                              | Brasil                         | 056.53                         |
| 29                                     | 2                              | Suíça                          | 054.98                         |
| 30                                     | Estável                        | Suécia                         | 054.10                         |

O Ranking Mundial da World Rugby é um sistema de pontuação uniforme e padronizado utilizado pela World Rugby, antigo International Rugby Board (IRB), para desenhar em uma base semanal, um ranking de desempenho e mérito das seleções nacionais de rugby union masculino.

## Líderes
Quando o sistema foi introduzido, a Inglaterra era o melhor time e manteve essa posição depois da vitória na Copa do Mundo de Rugby de 2003. A Nova Zelândia assumiu a liderança a partir de 7 de junho de 2004. Depois de vencer a final da Copa do Mundo de Rugby de 2007, a África do Sul tornou-se a terceira equipe a alcançar o primeiro lugar. Os dois primeiros jogos das Três Nações 2008 resultaram nas duas melhores equipes trocando de posições: os All Blacks recuperaram o primeiro lugar depois de derrotar a África do Sul na abertura do Três Nações em 5 de julho de 2008 em Wellington; uma semana depois, o Springboks devolveu o favor em Dunedin, marcando sua primeira vitória sobre os All Blacks na Nova Zelândia desde 1998, recuperando o primeiro lugar, apenas até os All Blacks derrotarem a Austrália e a África do Sul em agosto de 2008 para recuperar o primeiro lugar por uma margem considerável. A África do Sul recuperou a liderança em julho de 2009 depois de derrotar a Nova Zelândia em Bloemfontein e manteve a liderança até perder para a França em novembro daquele ano, permitindo que os All Blacks recuperassem o primeiro lugar.
A Nova Zelândia tem sido a equipe número 1 mais consistente desde a introdução do IRB World Rankings, tendo ocupado o primeiro lugar em mais de 85% do tempo durante esse período. A África do Sul e a Inglaterra compõem o restante.

## Atual método de cálculo
Todos os países membros do World Rugby receberam uma classificação que varia entre 0 e 100, com o lado superior alcançando uma pontuação de cerca de 90 pontos. O sistema de pontos é calculado usando um sistema de 'troca de pontos', no qual os lados recebem pontos um do outro com base no resultado da partida - qualquer que seja o lado ganho, o outro perde. As trocas são baseadas no resultado da partida, na classificação de cada equipe e na margem de vitória, com uma vantagem para a vantagem em casa. Como o sistema tem como objetivo descrever os pontos fortes da equipe atual, os sucessos ou perdas anteriores desaparecerão e serão substituídos por resultados mais recentes. Assim, pensa-se que produzirá uma imagem precisa descrevendo a atual força atual e, assim, a classificação das nações. As classificações são sensíveis aos resultados e é possível subir até o topo a partir da base (e vice-versa) em menos de 20 partidas. Como todas as partidas valem uma rede de 0 pontos para as duas equipes combinadas, não há vantagem particular em jogar mais partidas. A classificação permanece a mesma até que a equipe volte a jogar. Embora as partidas geralmente resultem em trocas de pontos, os resultados "previsíveis" levam a alterações muito pequenas e podem resultar em nenhuma alteração na classificação de qualquer dos lados.

### Regras
O sistema garante que é representativo do desempenho das equipes, apesar de jogar números diferentes de partidas por ano, e a força diferente de oposição que as equipes têm que enfrentar. Os fatores considerados são os seguintes:
- Resultado da partida;
- Status da partida;
- Força de oposição;
- Vantagem em casa.

### Resultado da partida
Para cada partida disputada, as trocas de pontos são concedidas para os cinco resultados seguintes e foram desenvolvidas usando resultados de partidas internacionais de 1871 até os dias atuais:
- uma vitória ou perda de mais de 15 pontos;
- uma vitória ou perda de até 15 pontos;
- um desenho.

### Importância da partida
Partidas diferentes têm importância diferente para as equipes e o World Rugby tentou respeitar isso usando um sistema de ponderação, onde as partidas mais significativas estão nas finais da Copa do Mundo. As trocas de pontos são duplicadas durante as finais da Copa do Mundo para reconhecer a importância única deste evento. Todos os outros jogos internacionais completos são tratados da mesma maneira, para ser o mais justo possível para os países que jogam uma combinação diferente de partidas amigáveis e competitivas. Jogos que não têm status internacional completo não contam.

### Força do oponente
Uma vez que uma vitória contra um adversário bem classificado é uma conquista consideravelmente maior do que uma vitória contra um adversário de baixa classificação, então a força da equipe adversária é um fator importante. Assim, os resultados dos jogos são mais importantes do que as margens de vitória na produção de classificações precisas. Isso ocorre porque, quando um time bem classificado joga com um time baixo na classificação e consegue vencê-lo em mais de 50 pontos, isso não indica necessariamente o desempenho de qualquer time no futuro.

### Vantagem caseira
Ao calcular as trocas de pontos, o time que joga em casa é prejudicado ao tratá-los como se fossem três pontos de classificação melhores do que a classificação atual. Isso resulta no time da casa ganhando menos pontos na vitória e perdendo mais pontos na derrota dentro de seus domínios. Por causa disso, idealmente, qualquer vantagem que um lado possa ter jogando em frente à sua torcida é cancelada.

### Países novos e países inativos
Todos os novos países membros começam com 30,00 pontos, o que é provisório até que tenham completado dez partidas de teste. Quando os países se fundem, o novo país herda a classificação mais alta dos dois países, mas quando eles se separam, por exemplo, da dissolução da equipe de rugby do Golfo Pérsico em equipes separadas que representam seus atuais países membros, os novos países herdarão uma classificação fixa, abaixo da classificação do país original.
Antes de 1 de dezembro de 2012, os novos países membros receberam 40,00 pontos.
Os países que não realizaram um teste há dois anos são removidos do sistema de classificação e da lista. Se eles se tornarem ativos novamente, eles retornarão à classificação anterior.